# Nicktoons
Nicktoons — телевізійний канал, власником якого є Viacom. Канал транслює анімаційні мультсеріали цілодобово. Спочатку телеканал транслював виключно архівні програми Nickelodeon, але незабаром став транслювати оригінальні мультсеріали.

## Історія каналу

### Nicktoons TV (2003—2005)
Nicktoons був запущений 1 травня 2000 року, під назвою Nicktoons TV як цифровий телеканал MTV Digital Suite. Спочатку, транслювавши тільки архіви Nickelodeon, канал був позначений як безкоштовний телеканал. Телеканал став швидко поширюватися і з 23 вересня 2005 року Nicktoons став розміщувати рекламу під час ефіру.
7 грудня 2023 року розпочала мовлення україномовна версія Nicktoons.

## Наповнення етеру
- Губка Боб Квадратні Штани
- Пінгвіни Мадагаскару
- Панда Кунг-Фу: Легенди крутості
- Гучний дім
- Аватар: Останній захисник
- Касаґрандес
- Табір «Корал»: Дитинство Губки Боба
- Шоу Патріка Зірки
- Дивакуваті родичі
- Трансформери: Іскра землі
- Черепашки Ніндзя (2012)
- Елвін і бурундуки
- Монстр Хай
- Пошта Мідлмост
- Бест і Бестер
- Рюкзак Оллі
- Санджей і Крейг
- Пригоди Небезпечного Малого
- Хлібокачки
- Еббі Хетчер
- Расті-механік
- Варварка та троль
- Фенбой і Чам Чам
- Планета Шин